# María Lía Zervino
María Lía Zervino (* 1951 in Buenos Aires) ist eine argentinische Soziologin, Ordensfrau und Mitglied der Asociación de Vírgenes Consagradas “Servidoras” sowie Präsidentin der Weltunion der Katholischen Frauenverbände (WUCWO).

## Leben
Die promovierte Soziologin María Lía Zervino studierte an der Pontificia Universidad Católica Argentina. Sie ist eine katholische gottgeweihte Jungfrau und Mitglied der Asociación de Vírgenes Consagradas „Servidoras“.
Sie war Leiterin der Kommission für Gerechtigkeit und Frieden der Argentinischen Bischofskonferenz, während Jorge Mario Bergoglio – 2013 bis zu seinem Tod 2025 Papst Franziskus – deren Vorsitzender war. Sie lehrte zudem kirchliche Kommunikation an der argentinischen Theologischen Fakultät in Buenos Aires in Zusammenarbeit mit der argentinischen Bischofskonferenz.
Seit 2013 ist sie Präsidentin der Weltunion katholischer Frauenverbände (englisch World Union of Catholic Women’s Organisations WUCWO) mit Sitz in Rom.
Zervino engagiert sich sehr stark für die Rolle der Frauen in der römisch-katholischen Kirche. Des Weiteren unterstützt sie unter anderem Organisationen wie Religions for Peace.
Papst Franziskus ernannte sie am 13. Juli 2022 neben Raffaella Petrini und Yvonne Reungoat als eine von drei Frauen zum Mitglied für das Dikasterium für die Bischöfe.